# Гоминьдан
Гоминьда́н (кит. трад. 中國國民黨, упр. 中国国民党, пиньинь Zhōngguó Guómíndǎng, палл. Чжунго Гоминьдан, буквально: «Китайская националистическая партия») — консервативная политическая партия Китайской Республики.
Гоминьдан вместе с Первой народной партией формирует «Большую синюю коалицию», которая тяготеет к воссоединению Китая под главенством Тайваня, в то время как «Большая зелёная коалиция» во главе с Демократической прогрессивной партией стоит на позициях провозглашения Тайваня в качестве независимого государства под названием «Республика Тайвань» (см. Два Китая). Гоминьдан был образован вскоре после Синьхайской революции в Китае (1911 год), в ходе которой было свергнуто цинское правительство. 
Гоминьдан вёл вооружённую борьбу с генералами Бэйянской группировки и Коммунистической партией Китая за право управления страной, вплоть до поражения в Гражданской войне в 1949 году, когда власть в стране полностью взял в руки Мао Цзэдун в лице компартии, и гоминьдановскому правительству пришлось бежать на Тайвань.

## История

### Ранние годы, эра Сунь Ятсена
Идеологом и организатором Гоминьдана являлся доктор Сунь Ятсен, сторонник китайской националистической идеи, который в 1894 году в Гонолулу на Гавайях основал Общество возрождения Китая. В 1905 году Сунь Ятсен присоединился к другим антимонархическим обществам в Токио, чтобы основать Революционный альянс, целью которого было свержение династии Цин и образование республики. Альянс принимал участие в планировании Синьхайской революции 1911 года и основании Китайской республики 1 января 1912 года. Однако у Сунь Ятсена не было военной силы и он вынужден был уступить должность временного президента республики милитаристу Юань Шикаю, который 12 февраля организовал отречение от власти последнего императора Китая.
Гоминьдан был учреждён 25 августа 1912 года в Пекине, где Революционный альянс и несколько мелких революционных партий соединили усилия, чтобы участвовать в национальных выборах. Сунь Ятсен был избран главой партии, а Хуан Син стал его заместителем. Наиболее влиятельным членом партии был третий по старшинству человек, Сун Цзяожэнь, который обеспечил массовую поддержку партии со стороны аристократии и купцов, которые симпатизировали конституционной парламентской демократии. Члены Гоминьдана видели себя в качестве сдерживающей силы при правлении Юань Шикая, и их основным политическим противником стали конституционные монархисты. В декабре 1912 года Гоминьдан получил подавляющее большинство голосов в Национальной ассамблее.
Юань Шикай игнорировал парламент, а в 1913 году приказал убить парламентского лидера Сун Цзяожэня. В июле 1913 года члены Гоминьдана под предводительством Сунь Ятсена устроили Вторую революцию, плохо спланированное вооружённое восстание против Юань Шикая. Восстание было подавлено, в ноябре президент объявил Гоминьдан вне закона, и многие члены партии вынуждены были искать политическое убежище в Японии. В начале 1914 года парламент был распущен, а в декабре 1915 года Юань Шикай объявил себя императором.
В 1914 году, находясь в Японии, Сунь Ятсен при поддержке Чан Кайши и Чэнь Цимэя учредил Китайскую революционную партию, но многие из его старых товарищей, включая Хуан Сина, Ван Цзинвэя, Ху Ханьминя и Чэнь Цзюнмина отказались присоединиться к нему и не поддержали его намерение поднять очередное вооружённое восстание против Юань Шикая. Новые члены Китайской революционной партии должны были приносить присягу на верность самому Сунь Ятсену, и многие революционеры сочли это антидемократичной тенденцией, противоречащей духу революции.

Сунь Ятсен вернулся в Китай в 1917 году и учредил в Кантоне собственное правительство, но вскоре был изгнан и вынужден был бежать в Шанхай. 10 октября 1919 года он возродил свою партию, но теперь назвал её «Китайский Гоминьдан», так как старая организация носила имя просто «Гоминьдан». В 1921 году Сунь Ятсен и его партия вновь получили власть в Гуанчжоу. После неудачных попыток получить признание за рубежом в 1923 году Гоминьдан договорился о сотрудничестве с Советской Россией. Начиная с этого года в южный Китай начали приезжать советники из СССР, наиболее значительным из которых был представитель Коминтерна Михаил Бородин. Их задачами являлись реорганизация Гоминьдана и налаживание сотрудничества между ним и Коммунистической партией Китая, в результате чего был создан Первый объединённый фронт двух партий. 
Советские советники помогли националистам с обучением агитаторов, а в 1923 году один из доверенных людей Сунь Ятсена Чан Кайши был направлен в Москву на военные и политические курсы. На первом партийном съезде в 1924 году, где также присутствовали члены других партий, в том числе коммунисты, была принята политическая программа Сунь Ятсена, основанная на «трёх народных принципах»: национализме, демократии и процветании (который сам Сунь Ятсен отождествлял с социализмом).

### Чан Кайши — лидер Гоминьдана
После смерти Сунь Ятсена в 1925 году политическое руководство партией переходит к представителю левого крыла Ван Цзинвэю и представителю правого крыла Ху Ханьмину. Реальная власть однако остаётся в руках Чан Кайши, который, будучи руководителем военной академией Вампу, держал под контролем армию и, соответственно, Кантон, провинцию Гуандун и лежащую к западу провинцию Гуанси. Кантонское правительство националистов встало в прямую оппозицию власти милитаристов, засевших в Пекине. В отличие от Сунь Ятсена, Чан Кайши почти не имел друзей-европейцев и не особо разбирался в западной культуре. Практически все политические, экономические и революционные идеи были заимствованы Сунь Ятсеном из западных источников, которые он изучал, находясь на Гавайях и позднее в Европе. Чан Кайши напротив всячески подчеркивал своё китайское происхождение и связь с китайской культурой. Несколько поездок на Запад ещё более подкрепили его националистические взгляды. Он активно изучал китайские классические тексты и китайскую историю. Из всех трех народных принципов, провозглашенных Сунь Ятсеном, ему ближе всего был принцип национализма. Чан Кайши также одобрял идею Сунь Ятсена насчёт «политической опеки». Основываясь на этой идеологии, он превратил себя в диктатора Китайской республики, сначала в континентальном Китае, а позднее на Тайване, когда национальное правительство бежало туда.
В 1926-1927 годах Чан Кайши возглавил Северный поход, что привело к завершению эры милитаристов, и объединил Китай под властью Гоминьдана. Чан Кайши стал главнокомандующим Национально-революционной армией. При финансовой и кадровой поддержке со стороны СССР, Чан Кайши за девять месяцев сумел завоевать южную часть Китая. В апреле 1927 года, после резни красной гвардии в Шанхае, произошёл окончательный разрыв между Гоминьданом и коммунистами. Националистическое правительство, передвинувшееся к тому времени в Ухань, сместило его, но Чан Кайши не подчинился и учредил своё собственное правительство в Нанкине. Когда в феврале 1928 года Уханьское правительство окончательно изжило себя, Чан Кайши остался единственным действующим руководителем страны. После захвата силами союзников Пекина и передачи его под власть Гоминьдана партия наконец получила международное признание. Тем не менее, столица была перенесена из Пекина в Нанкин — древнюю столицу Империи Мин, что послужило символом окончательного отмежевания от маньчжурской династии Цин. Период с 1927 по 1937 год, когда Гоминьдан правил Китаем, получил название Нанкинское десятилетие.
Изначально Гоминьдан исповедовал принципы, близкие к американскому федерализму и защищающие независимость провинций. Однако после сближения с СССР цели поменялись. Теперь идеалом стало централизованное однопартийное государство с единой идеологией. Вокруг образа Сунь Ятсена был сформирован культ.
Коммунисты были отброшены из южного и центрального Китая в горы. Это отступление впоследствии получило название Великий поход китайских коммунистов. Из 86 тысяч солдат только 20 тысяч смогли выдержать переход в 10 тысяч километров до провинции Шэньси. Между тем силы Гоминьдана продолжали атаковать отступающих коммунистов. Эта политика продолжалась вплоть до японского вторжения. Чжан Сюэлян считал, что японцы представляют собой более серьёзную угрозу. Он взял Чан Кайши в заложники во время Сианьского инцидента в 1937 году и заставил его пойти на союз с коммунистами ради победы над завоевателями.
Началась японо-китайская война. Нередко союз между коммунистами и Гоминьданом оставался лишь номинальным: после непродолжительного периода сотрудничества обе армии начали сражаться с японцами самостоятельно, а временами даже нападали друг на друга.
Во время правления Чан Кайши в Гоминьдане расцвела невиданная коррупция. Для решения политических задач Гоминьдан прибегал к услугам уголовников. Так в апреле 1927 года с помощью Ду Юэшэна, главы Зелёной банды, националисты организовали резню шанхайских коммунистов. Во время войны с Японией то и дело возникали конфликты с США, которые поставляли материальную помощь китайским войскам. Американский президент Трумэн писал, что «все эти Чаны, Куны и Суны сплошь воры», присвоившие себе военное имущество на 750 миллионов долларов США.
Гоминьдан не чурался тактики террора против коммунистов и вовсю использовал секретную полицию для подавления сопротивления со стороны своих политических противников.
В 1939 году Гоминьдан раскололся: заместитель Чан Кайши в ЦИК Гоминьдана Ван Цзинвэй на оккупированных Японией территориях Китая объявил новое правительство и позже возглавил марионеточное прояпонское государство; сторонники Ван Цзинвэя вышли из Гоминьдана и образовали альтернативный коллаборационистский Гоминьдан как правящую партию марионеточного режима.
После поражения Японии война между коммунистами и Гоминьданом разгорелась с новой силой. Армия коммунистов быстро росла: после демобилизации многие солдаты остались не у дел и присоединились к коммунистам ради пайка. Кроме того, в стране царила гиперинфляция.  В попытке обуздать её правительство в августе 1948 года запретило частным лицам владеть золотом, серебром и иностранной валютой. Ценности изымались, а взамен население получало «золотые сертификаты», которые через 10 месяцев совершенно обесценились. Результатом стало массовое недовольство.
Войска Чан Кайши обороняли только крупные города и отряды коммунистов могли беспрепятственно передвигаться по сельской местности. Уже к концу 1949 года коммунисты контролировали практически весь континентальный Китай и руководство Гоминьдана вынуждено было перебраться на Тайвань. При этом с материка была вывезена значительная часть казны. На Тайвань перебралось около 2 миллионов беженцев, в том числе и военных. Некоторые члены партии остались на материке и, отмежевавшись от Гоминьдана, основали Революционный комитет Гоминьдана, который до сих пор существует как одна из восьми мелких зарегистрированных партий.

## Гоминьдан на Тайване

### Авторитаризм развития
В 1960-е годы Гоминьдан провел на Тайване аграрную реформу, начал развивать экономику острова, а также начал некоторую политическую либерализацию на нижних уровнях государственной власти. В итоге появился феномен «тайваньского экономического чуда». С 1969 года начали проводить «дополнительные выборы» в Законодательный Юань (парламент) — на место престарелых или умерших членов партии избирались новые депутаты.
Гоминьдан контролировал Тайвань в рамках авторитарной однопартийной системы до конца 1970-х, когда был дан старт реформам, продолжавшимся полтора десятилетия и превратившим Тайвань в демократическое общество. Хотя официально оппозиция не была разрешена, на рубеже 1970-80-х появились группы «данвай» («вне партии»), деятельность которых не запрещалась. В 1980-х в рамках однопартийной системы начали разрабатываться варианты некоей демократизации политической жизни. В 1986 году на острове появилась вторая партия — Демократическая прогрессивная партия (ДПП).
Во время пребывания на Тайване Гоминьдан стал самой богатой политической партией в мире. В своё время её собственность оценивалась по разным данным от 2,6 до 10 млрд долларов США. Однако после 2000 года началась ликвидация этих активов.
Внешнеполитический курс в 1950—1980-х годах основывался на бескомпромиссном антикоммунизме, жёстком противостоянии КНР и СССР (при извлечении определённых выгод из советско-китайского раскола). Видный деятель Гоминьдана Гу Чжэнган (Ку Ченкан) более двадцати лет был президентом Всемирной антикоммунистической лиги (ВАКЛ). После реформирования и переименования ВАКЛ во Всемирную лигу за свободу и демократию её по-прежнему возглавляли представители Гоминьдана — Клемент Чан, Чжао Цзычи, Жао Инци.

### Демократизация
В январе 1988 года умер Цзян Цзинго, сын и преемник Чан Кайши. Президентом Китайской республики и председателем Гоминьдана стал Ли Дэнхуэй, занимавший должность вице-президента.
21 декабря 1992 года под давлением растущей оппозиции были проведены свободные многопартийные парламентские выборы. На них Гоминьдан получил 53 % голосов, ДПП — 31 %.
В 1996 году были проведены прямые выборы президента страны. Президентом был избран Ли Дэнхуэй, набравший 54 % голосов. За кандидата ДПП проголосовал 21 % избирателей.

### В оппозиции
На президентских выборах 2000 года официальным кандидатом от Гоминьдана был выдвинут вице-президент и экс-премьер Лянь Чжань. Экс-губернатор провинции Тайвань Джеймс Сун, претендовавший на выдвижение от Гоминьдана, вышел из партии и принял участие в выборах в качестве независимого кандидата. Электорат Гоминьдана разделился между двумя кандидатами: Джеймс Сун набрал 36,8 % и занял второе место, нехаризматичный Лянь Чжань набрал 23,1 %. Президентом Китайской Республики стал кандидат от оппозиции — Демократической прогрессивной партии — Чэнь Шуйбянь, набравший 39,3 % голосов. Гоминьдан впервые за полвека утратил власть в стране, сохранив, однако, господствующее положение в парламенте.
Джеймс Сун после выборов основал Первую народную партию, набравшую на парламентских выборах 2001 года 20,3 %. Наибольшее количество голосов получила ДПП (36,6 %), Гоминьдан занял второе место (31,3 %).
Перед президентскими выборами 2004 года Гоминьдан и Первая народная партия сформировали Большую синюю коалицию и выдвинули общих кандидатов (Лянь Чжаня в президенты, Джеймса Суна — в вице-президенты), набравших 49,89 %. Чэнь Шуйбянь вновь победил с результатом 50,11 %.
В марте 2005 года делегация партии Гоминьдан с Тайваня, возглавлявшаяся заместителем председателя партии Цзян Бинкунем, начала первое за предшествовавшие 56 лет официальное посещение континентальной части страны.
29 апреля 2005 года генеральный секретарь ЦК КПК Ху Цзиньтао провел в Пекине официальные переговоры с председателем партии Гоминьдан Китая Лянь Чжанем — первые переговоры между верховными руководителями КПК и партии Гоминьдан за последние 60 лет.

### Возвращение к власти
22 марта 2008 года кандидат Гоминьдана Ма Инцзю одержал победу на выборах президента, набрав 58 % голосов и опередив своего соперника, представителя ДПП экс-премьера Фрэнка Се на 16 %.
На президентских выборах 2012 года снова победил Ма Инцзю с результатом 51,6 %.
На местных выборах в ноябре 2014 Гоминьдан потерпел серьёзное поражение. Вследствие этого 3 декабря Ма Инцзю ушёл в отставку с поста председателя партии. Новым председателем был избран мэр Синьбэя Чжу Лилунь.
Кандидатом в президенты на выборах 2016 года выдвинута Хун Сючжу (р. 1948), занимающая пост вице-председателя Законодательного Юаня.
17 октября 2015 кандидатом в президенты от Гоминьдана выдвинут Чжу Лилунь, заменивший ранее выдвинутую Хун Сючжу.

### Снова в оппозиции
После поражения на президентских выборах 2016 года и на выборах 2020 года Гоминьдан  превратился в оппозиционную партию. При этом возраст членов партии неуклонно повышается: к сентябрю 2021 года менее 4% имеющих право голосования членов партии были моложе 40 лет. В ноябре 2022 года состоялись местные выборы, в которых Гоминьдан одержал победу над правящей  Демократической прогрессивной партией в большинстве округов и городов (в особенности в центральной и северной части Тайваня).

## Гоминьдан в Юго-Восточной Азии
По окончании гражданской войны некоторые подконтрольные Гоминьдану воинские формирования отступили из Сычуаня и Юньнаня на сопредельную территорию Бирмы, где долго контролировали часть территории Золотого треугольника. Большая их часть была уничтожена или эвакуировалась на Тайвань в начале 1961, когда бирманцы пустили к себе НОАК для проведения операций по зачистке территории. Однако до 3 тысяч гоминьдановских войск оставались в северном Таиланде и приграничных районах Бирмы и Лаоса (командующий так называемой 3-й армией генерал Ли Вэньхуань даже отстроил себе особняк в Чиангмае),  где они сотрудничали с ЦРУ во время войны во Вьетнаме и участвовали в Опиумной войне 1967 г.

## Списки лидеров

### Список общественных руководителей
| № | Общественный руководитель | В должности                      | Срок | Фото |
| 1 | Ян Цюйюнь                 | 24 ноября 1894 — 11 января 1901  | 1    |      |
| 2 | Сунь Ятсен                | 11 января 1901 — 20 августа 1905 | 1    |      |

#### Список вице-общественных руководителей
| № | Вице-общественный руководитель | В должности                     | Срок | Общественный руководителей |
| 1 | Сунь Ятсен                     | 24 ноября 1894 — 11 января 1901 | 1    | Ян Цюйюнь                  |

### Список премьер-министров
| №     | Премьер-министр | В должности                     | Срок | Фото |
| 1     | Сунь Ятсен      | 20 августа 1905 — 12 марта 1925 | 1    |      |
| и. о. | Цзян Кайши      | 12 марта 1925 — 1 апреля 1925   | 1    |      |

#### Список вице-премьер-министров
| № | Вице-Премьер-министр | В должности | Срок    | Фото    |
| 0 | Никогда              | Никогда     | Никогда | Никогда |

### Список президентов
| № | Президент  | В должности                   | Срок | Фото |
| 1 | Цзян Кайши | 1 апреля 1925 — 5 апреля 1975 | 1    |      |

#### Список вице-президентов
| № | Вице-Президент | В должности                   | Срок | Президент  |
| 1 | Ван Цзинвэй    | 1 апреля 1938 — 1 января 1939 | 1    | Цзян Кайши |
| 2 | Чэнь Чэн       | 1 января 1939 — 5 марта 1965  | 1    | Цзян Кайши |
| 3 | Цзян Цзинго    | 5 марта 1965 — 5 апреля 1975  | 1    | Цзян Кайши |

### Список председателей
| №      | Председатель  | В должности                                          | Срок | Фото | Почётный Председатель |
| 1      | Цзян Цзинго   | 5 апреля 1975 — 2 апреля 1981                        | 1    |      | —                     |
| 1      | Цзян Цзинго   | 2 апреля 1981 — 13 января 1988                       | 2    |      | —                     |
| и. о.  | Ли Дэнхуэй    | 13 января 1988 — 27 января 1988                      | 2    |      | —                     |
| 2      | Ли Дэнхуэй    | 27 января 1988 — 27 июля 1993                        | 3    |      | —                     |
| 2      | Ли Дэнхуэй    | 27 июля 1993 — 27 июля 1997                          | 4    |      | —                     |
| 2      | Ли Дэнхуэй    | 27 июля 1997 — 20 марта 2000                         | 5    |      | —                     |
| 3      | Лянь Чжань    | 20 марта 2000 — 27 июля 2001                         | 5    |      | —                     |
| 3      | Лянь Чжань    | 27 июля 2001 — 27 июля 2005                          | 6    |      | —                     |
| 4      | Ма Инцзю      | 27 июля 2005 — 13 февраля 2007                       | 7    |      | Лянь Чжань            |
| и. о.  | Цзян Бинкунь  | 13 февраля 2007 — 11 апреля 2007                     | 7    |      | Лянь Чжань            |
| 5      | У Босюн       | 11 апреля 2007 — 17 октября 2009                     | 7    |      | Лянь Чжань            |
| 6 (4)  | Ма Инцзю      | 17 октября 2009 — 17 октября 2013                    | 8    |      | Лянь Чжань            |
| 6 (4)  | Ма Инцзю      | 17 октября 2013 — 3 декабря 2014                     | 9    |      | Лянь Чжань            |
| и. о.  | У Дуньи       | 3 декабря 2014 — 17 января 2015                      | 9    |      | Лянь Чжань            |
| 7      | Чжу Лилунь    | 17 января 2015 — 17 января 2016                      | 9    |      | Лянь Чжань            |
| 8 (4)  | Ма Инцзю      | 17 января 2016 — 20 мая 2016                         | 9    |      | Лянь Чжань            |
| 9      | Хун Сючжу     | 20 мая 2016 — 27 июня 2017                           | 9    |      | Лянь Чжань            |
| и. о.  | Лянь Шэнвэнь  | 27 июня 2017 — 27 июля 2017                          | 9    |      | Лянь Чжань            |
| 10     | У Дуньи       | 27 июля 2017 — 15 января 2020                        | 10   |      | Лянь Чжань            |
| и. о.  | Линь Рондэ    | 15 января 2020 — 20 мая 2020                         | 10   |      | Лянь Чжань            |
| 11     | Цзян Цичэнь   | 20 мая 2020 — 25 сентября 2021                       | 10   |      | Лянь Чжань            |
| и. о.  | Цзян Гэньхуан | 27 июля 2021 — 25 сентября 2021                      | 10   |      | Лянь Чжань            |
| 0      | Чжан Ячжун    | 25 сентября 2021 (Избранный, не вступил в должность) | 11   |      | Лянь Чжань            |
| и. о.  | Чжу Лилунь    | 25 сентября 2021 — 5 октября 2021                    | 11   |      | Лянь Чжань            |
| 12 (7) | Чжу Лилунь    | c 5 октября 2021                                     | 11   |      | Лянь Чжань            |

#### Список заместителей первых председателей
| № | Зампредседатель | В должности                        | Срок | Председатель |
| 1 | Ли Юаньцу       | 27 июля 1993 — 27 июля 1997        | 4    | Ли Дэнхуэй   |
| 2 | Лянь Чжань      | 27 июля 1997 — 20 марта 2000       | 5    | Ли Дэнхуэй   |
| 3 | Цзян Бинкунь    | 20 марта 2000 — 27 июля 2001       | 5    | Лянь Чжань   |
| 3 | Цзян Бинкунь    | 27 июля 2001 — 27 июля 2005        | 6    | Лянь Чжань   |
| 3 | Цзян Бинкунь    | 27 июля 2005 — 11 апреля 2007      | 7    | Ма Инцзю     |
| 3 | Цзян Бинкунь    | 11 апреля 2007 — 17 октября 2009   | 7    | У Босюн      |
| 3 | Цзян Бинкунь    | 17 октября 2009 — 19 сентября 2012 | 8    | Ма Инцзю     |
| 4 | Зэн Юнчуань     | 19 сентября 2012 — 17 октября 2013 | 8    | Ма Инцзю     |
| 4 | Зэн Юнчуань     | 17 октября 2013 — 4 июня 2014      | 9    | Ма Инцзю     |
| 5 | У Дуньи         | 4 июня 2014 — 17 января 2015       | 9    | Ма Инцзю     |
| 5 | У Дуньи         | 17 января 2015 — 17 января 2016    | 9    | Чжу Лилунь   |
| 5 | У Дуньи         | 17 января 2016 — 20 мая 2016       | 9    | Ма Инцзю     |
| 6 | Лянь Шэнвэнь    | 20 мая 2016 — 27 июля 2017         | 9    | Хун Сючжу    |
| 6 | Лянь Шэнвэнь    | 27 июля 2017 — 20 мая 2020         | 10   | У Дуньи      |
| 6 | Лянь Шэнвэнь    | 20 мая 2020 — 5 октября 2021       | 10   | Цзян Цичэнь  |
| 6 | Лянь Шэнвэнь    | с 5 октября 2021                   | 11   | Чжу Лилунь   |

### Список почётных председателей
| № | Почётный Председатель | В должности    | Срок | Фото |
| 1 | Лянь Чжань            | с 27 июля 2005 | 1    |      |

## «Революционный комитет Гоминьдана» в КНР
Во время гражданской войны некоторая часть членов партии перешла на сторону коммунистов, войдя в состав прокоммунистического «Единого фронта» в виде так называемого Революционного комитета Гоминьдана. Эта организация существует в КНР и поныне.